# نهضت‌آباد (نجف‌آباد)
نهضت آباد (شاهدان)، روستایی از توابع بخش مرکزی شهرستان نجف‌آباد در استان اصفهان ایران است.

## جمعیت
این روستا در دهستان صادقیه قرار دارد و براساس سرشماری مرکز آمار ایران در سال ۱۳۸۵، جمعیت آن ۲٬۶۱۰ نفر (۶۵۱خانوار) بوده‌است.